# 미부인

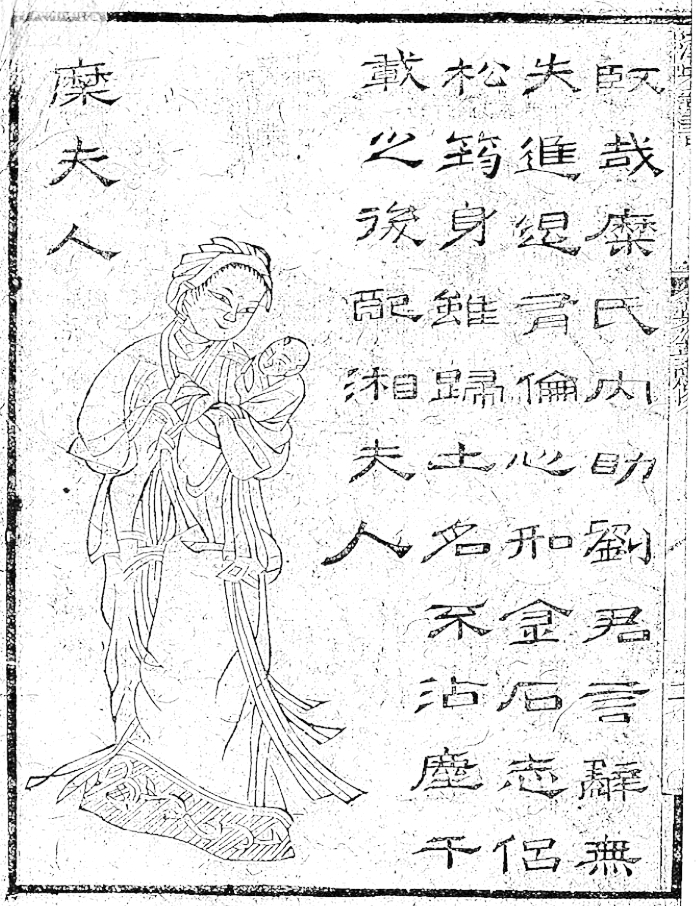
미부인

미부인(糜夫人 ? ~ ?)은 후한 말기의 인물로, 동해국 구현(朐縣) 사람이다. 촉한의 안한장군(安漢將軍) 미축의 누이동생으로, 서주목 유비와 혼인하였다.

## 행적
건안 원년(196년), 유비가 원술과 싸우는 사이 여포가 하비를 점거하여 유비의 가족을 인질로 잡았다. 유비는 해서(海西)로 회군하였고, 별가 미축은 유비를 돕기 위하여 수많은 재화와 2천 명의 소작인을 바쳤는데, 이때 미부인은 미축의 주선으로 유비와 혼인하였다.

## 《삼국지연의》에서의 미부인
208년 유비가 장판파에서 조조에게 쫓기고 있을 때 조자룡(趙子龍)이 어느 민가에 몸을 숨기고 있는 미부인과 아두 공자를 구하러 왔다.
하지만 미부인은 다리를 다쳤기 때문에 자신이 조운한테 짐이 될 것을 우려하여 아두를 조운한테 맡기고 근처 민가의 우물로 뛰어들어 자살했다.

## 출전
- 진수, 《삼국지》 권38 허미손간이진전

## 같이 보기
- 삼국지 인물 목록